# James Freney
Pour les articles homonymes, voir Freney.
James Freney, né en 1719 et mort le 20 décembre 1788 était un bandit de grand chemin irlandais.
Il est mis en scène par Thackeray dans son roman, Mémoires de Barry Lyndon sous les traits du Capitaine Feeney.

## Premières années
James Freney est natif du comté de Kilkenny, et d'une famille respectable qui, depuis le XIIIe siècle était riche et puissante dans la région, où le siège de la famille se trouvait au château de Ballyreddy. Mais, au cours des années 1650 ils perdirent leurs terres, et avec elles, leur statut social. Le père de James Freney, John Freney, était un domestique attaché à la maison d'un certain Joseph Robbins, de Ballyduff, Thomastown. En 1718, il épouse la femme de chambre de Robbins, Alice Phelan, et leur fils James naît l'année suivante dans la maison du père d'Alice à Inistioge. 
John Freney reçoit sur place une bonne éducation, y compris des cours reçus dans la famille Robbins. En 1742, il s'installe à Waterford où il ouvre un pub avec sa femme Anne.

## Carrière criminelle
Incapables de payer les sommes exorbitantes demandées par la municipalité de la ville de Waterford, James Freney et son épouse Anne ferment leur pub et déménagent pour retourner à Thomastown. Là, James Freney rencontre les Kellymount, une bande de bandits de grands chemins, dirigés par un compatriote de Thomastown, John Reddy. On comptera au bout du compte parmi les membres de cette bande Richard Dooling, John Anderson, Felix Donnelly, James Bolger, Michael Millea, John Reddy, George Roberts, Edmond Kenny, James Larrassy et un homme appelé Hackett.
Déclaré hors la loi en janvier 1748 (ancien calendrier), James Freney se rend en avril 1749. Le frère de Joseph Robbins, un homme de loi, et Lord Carrick l'aident à conclure avec les juges un accord aux termes duquel James Freney serait autorisé à émigrer. On pense que cet accord n'a été possible que parce que les autorités craignaient que son exécution en aurait fait un  héros populaire, en générant du coup des troubles supplémentaires. 
Le reste de la bande Kellymount n'a pas la même chance. Bolger, Kenny, Larrassy, Millea, Reddy, Hackett, Dooling et Roberts finissent tous à la potence. Reddy est emprisonné, et Donnelly parvient à s'enfuir en Angleterre, mais est finalement pendu à Kilkenny.

## Postérité
Son autobiographie, intitulée Vie et aventures de M. James Freney (The Life and Adventures of Mr James Freney) connait un grand succès lorsqu’elle est publiée en 1754.  Thackeray, en lisant ce livre, est enchanté de la « noble naïveté et de la simplicité du héros relatant ses propres aventures ». Il le met en scène  dans son roman The Luck of Barry Lyndon, en le plaçant sur la route de Redmond Barry au moment où ce dernier est sur le point de quitter l’Irlande. Cette rencontre figure également dans le film Barry Lyndon (dans lequel Barry s’adresse à l’homme qui est sur le point de le détrousser en l’appelant Freney). Freney a aussi  laissé son nom à divers sites locaux comme la « pierre de Freney » (« Freney's Rock ») ou la « fontaine de Freney » (« Freney's Well »). Il est aussi le héros de  la « Ballade du fier capitaine » (« The Ballad of the Bold Captain »).

## Sa mort
On ne sait pas en quel pays étranger il vécut ni le temps qu’il y passa si tant est qu’il s’exila réellement. On sait en revanche qu’en 1776, il s’établit dans le port de New Ross où il est employé au service des douanes, un poste qu’il occupe jusqu’à son décès survenu le 20 décembre 1788. Il est enterré au cimetière de Inistioge.